# Rooh afza

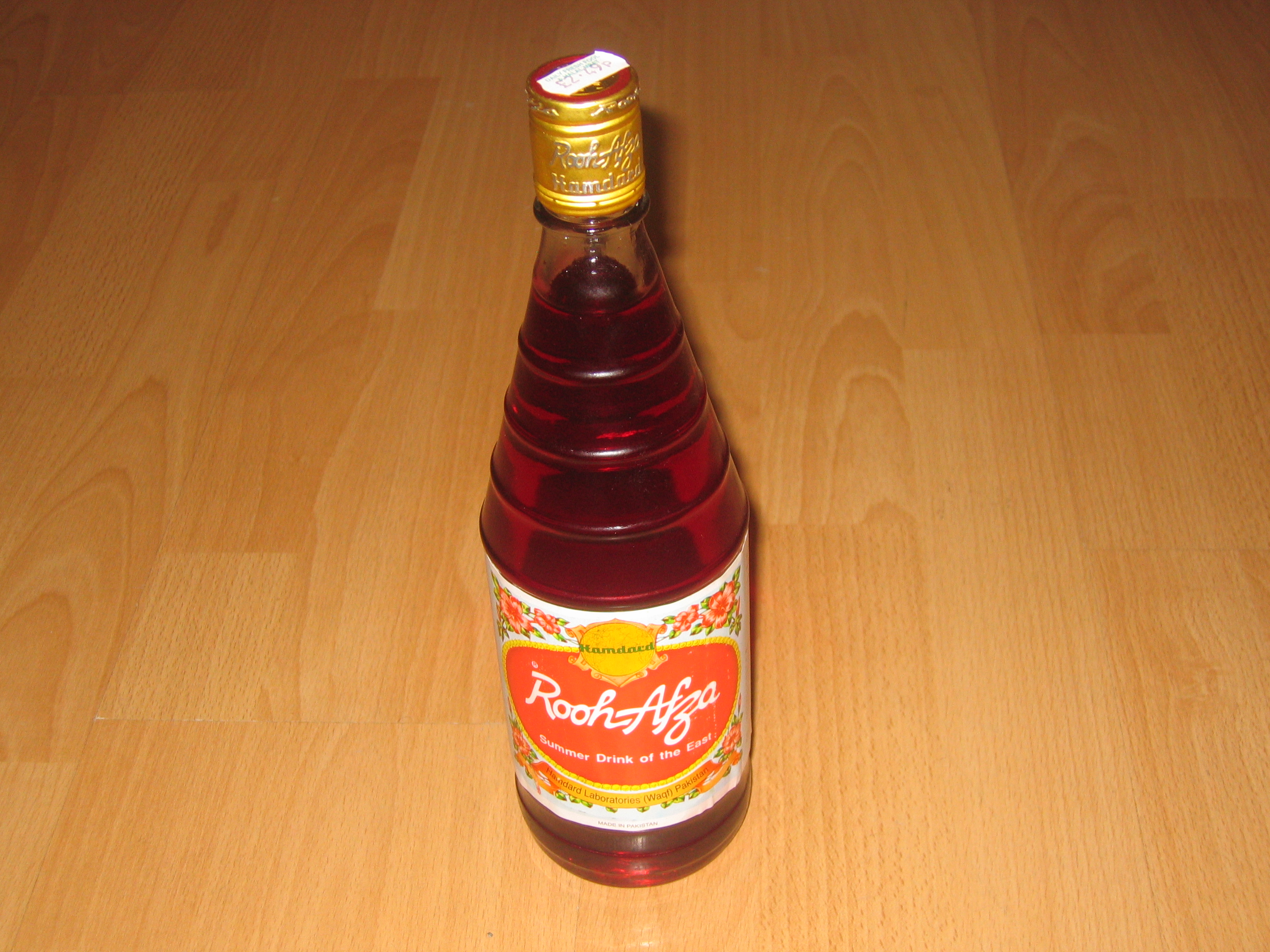
Botella de Rooh Afza

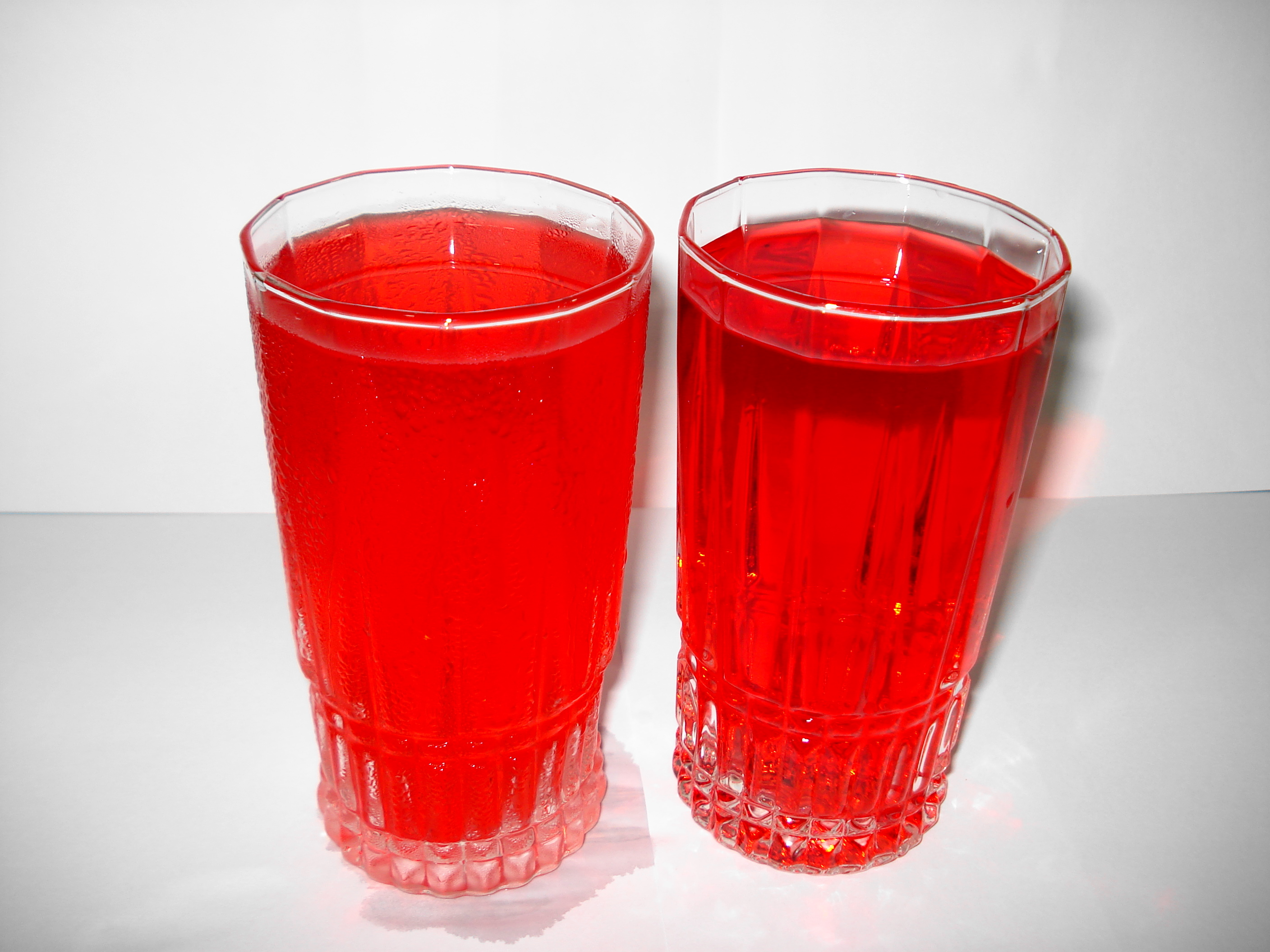
Bebida preparada con jarabe de Afza.

Rooh Afza (Hindi: रूह अफ़ज़ा, Bengalí: রূহ আফজা, Urdú: Nastaliq: ح افزہ) es un jarabe concentrado sin alcohol preparado con frutas, hierbas y extractos vegetales. Fue creado por Hakeem Hafiz Abdul Majeed en 1906 en Ghaziabad, India y producido por las empresas que fundaron él y sus hijos, Hamdard (Wakf) Laboratories. Otras compañías preparan esta misma receta en la India y Pakistán. La receta específica unani del Rooh Afza combina varios agentes que según la cultura popular ayudan a refrescar, tales como rosa, y utilizados como remedio para el loo, los vientos calientes del verano. Se lo comercializa como un almíbar para saborizar sorbetes, bebidas frescas a base de leche, postres helados y frescos, tales como la popular falooda.
Su consumo es habitual en las noches de Ramadán, en las cenas para romper el ayuno.

## Ingredientes
Su receta original incluye:
- Hierbas: verdolaga ("semillas de Khurfa", Portulaca oleracea), radicheta, pasas de uvas (Vitis vinifera), nenúfar blanco europeo (Nymphaea alba), nenúfar (Nymphaea nouchali), lotus (Nelumbo), borraja y cilantro
- Frutas: naranja, toronja, piña, manzana, bayas, fresas, frambuesas, loganberry, zarzamora, cereza, moras, zanahoria y sandía
- Vegetales: espinaca, menta y mướp hương (Luffa aegyptiaca)
- Flores: rosa, keora (Pandanus fascicularis), limón y naranja
- Raíces: vetiver (Chrysopogon zizanioides)